# Paul Kelly
Paul Kelly, nato Paul Michael Kelly (New York, 9 agosto 1899 – Beverly Hills, 6 novembre 1956), è stato un attore statunitense, che agli esordi come attore bambino per la Vitagraph (all'età di 12 anni) fece seguire una lunghissima carriera di successo come attore cinematografico, teatrale e televisivo.

## Biografia

### Gli esordi

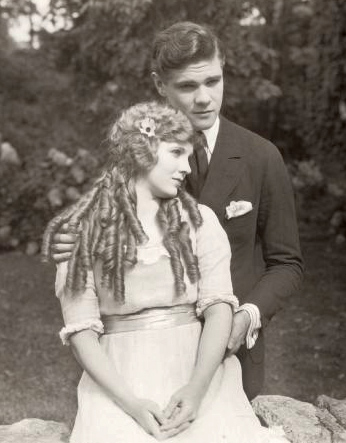
con Mary Miles Minter nel film muto Fata di bambole (1919)

Di origini irlandesi e cresciuto a New York, Paul Kelly iniziò la carriera come attore bambino all'età di sette anni. Il padre gestiva il bar Kelly's Kafe presso gli studi cinematografici della Vitagraph, con sede a Brooklyn e frequentato da tecnici e maestranze degli studi, e il piccolo Kelly ottenne presto un impiego a cinque dollari al giorno come comparsa. Iniziò quindi a recitare nel 1911 in numerose pellicole mute prodotte dalla Vitagraph, affermandosi assieme a Kenneth Casey come uno degli attori bambini di punta della Compagnia. Nello stesso anno approdò anche sui palcoscenici di Broadway con The Confession.
Al contrario di quanto avvenuto ad altri attori bambini dell'epoca, la carriera di Kelly continuò dopo il passaggio dall'infanzia all'adolescenza, con apparizioni in popolari cortometraggi (nei 18 episodi del serial cinematografico The Jarr Family, 1915) e a Broadway in prestigiosi lavori come Little Women (1916-1917), Seventeen (1918), e Penrod (1918) di Booth Tarkington, in cui recitò al fianco di Helen Hayes.
Quando Paul Kelly giunse a Hollywood nel 1926, aveva all'attivo oltre cinquanta pellicole per la Vitagraph e 13 produzioni teatrali a Broadway. Il suo primo impegno fu in Slide, Kelly, Slide (1927), al fianco di William Haines, una commedia ambientata nel mondo del baseball, e in Il postino (1927), con Eddie Cantor e William Powell. Di alta statura, affascinante e atletico, il ventiseienne attore aveva i numeri e l'esperienza per affermarsi come star maschile del grande schermo, ma la nuova e promettente fase della sua carriera fu bruscamente interrotta da un tragico evento.

### Hollywood e il caso Raymond
Il 16 aprile 1927 Kelly fu coinvolto in una violenta rissa con Ray Raymond, un cantante-ballerino che aveva partecipato alle Ziegfeld Follies nel 1918 e 1919, e che era apparso a Broadway nel 1920 nella rivista Blue Eyes. La moglie di Raymond, la ballerina di origine scozzese Dorothy Mackaye, aveva intrapreso una relazione sentimentale con Kelly, legame che fu la causa del brutale alterco tra i due uomini, avvenuto nell'appartamento dei Raymond. Due giorni dopo la drammatica lite, Raymond morì per le conseguenze dei violenti colpi subiti dal rivale durante la zuffa, e Kelly venne arrestato e processato.
Il procedimento fu accanitamente seguito dalla stampa specializzata e le testimonianze contraddittorie fornite dall'attore e dalla Mackaye circa il loro legame sentimentale impressionarono sfavorevolmente i giurati e l'opinione pubblica. Il processo si concluse con la condanna di Kelly a una pena da uno a dieci anni nel carcere californiano di San Quintino, mentre la Mackaye venne riconosciuta colpevole di favoreggiamento per aver inizialmente tentato di occultare i fatti relativi alla morte di Raymond, e scontò una pena di un anno, prima nel carcere di Los Angeles e successivamente in quello di San Quintino, prima di essere rilasciata per buona condotta.
Paul Kelly scontò la condanna comportandosi da detenuto modello. Mentre in quel periodo il mondo del cinema viveva radicali progressi e mutamenti con il passaggio dal muto al sonoro, l'attore si documentò costantemente sulle innovazioni tecniche e prese lezioni di dizione e di impostazione della voce, senza perdere mai di vista la possibilità di riprendere un giorno la propria carriera artistica. Dopo due anni e un mese di detenzione, gli venne concessa la libertà provvisoria per buona condotta, e Kelly riprese ben presto a calcare il palcoscenico. Nel febbraio 1930 apparve a Broadway nella commedia musicale Nine-Fifteen Revue e, per un paio di anni, fu impegnato sulle scene teatrali in drammi quali Bad Girl, Hobo e Adam Had Two Sons.

### Il ritorno sugli schermi
Il ritorno al cinema avvenne nel 1932 con The Girl From Calgary, film che segnò l'avvio per Kelly di una seconda carriera sul grande schermo. L'anno successivo il produttore Darryl Zanuck gli offrì di apparire in Broadway Thru a Keyhole (1933), interpretato con Constance Cummings e tratto da un racconto di Walter Winchell, che ebbe un grande successo e rilanciò definitivamente l'immagine dell'attore. Durante tutti gli anni trenta e quaranta Kelly recitò in una lunga serie di commedie musicali e di melodrammi, distinguendosi come interprete incisivo e convincente, adatto a tutti i generi cinematografici. Apparve in due gangster-movie, Strisce invisibili (1939), basato sulle memorie del direttore carcerario Lewis E. Lawes, e I ruggenti anni Venti (1939), prodotto dalla Warner Brothers e considerato uno dei migliori film di gangster di tutti i tempi.
L'attore lavorò per quasi tutte le importanti case cinematografiche, dalla MGM per la commedia Le fanciulle delle follie (1941), fino alle case di produzione minori, come la Republic Pictures e la Monogram Pictures, in numerose pellicole commerciali. Girò western come Quelli della Virginia (1940) e Duello a San Antonio (1945), mentre interpretò in due occasioni la parte di un pilota, prima nell'avventuroso Tarzan a New York (1942) e quindi nel dramma bellico I falchi di Rangoon (1942), e fu un ufficiale di marina ne La storia del dottor Wassell (1944).
Anche nell'immediato dopoguerra l'attore fu attivo sul grande schermo, affrontando con successo il genere noir. Già interprete di un tenente di polizia in Torchy Blaine in Panama (1938), Kelly si vide affidare più volte la parte del tutore della legge, come in Angoscia nella notte (1947) e La via della morte (1950), mentre diede una delle sue interpretazioni più convincenti nella parte del fidanzato di Gloria Grahame in Odio implacabile (1947), prodotto dalla RKO.

### Il teatro e gli ultimi anni
Nella seconda metà degli anni quaranta l'attore tornò con successo sulle scene di Broadway con Command Decision, che gli valse nel 1948 il Tony Award per la miglior interpretazione maschile, il premio della critica della rivista Variety e il premio Donaldson. Due anni dopo bissò il successo con il ruolo di Frank Elgin nel dramma Country Girl di Clifford Odets, prodotto da Lee Strasberg. Tuttavia Kelly non ottenne di poter interpretare i medesimi ruoli nelle trasposizioni cinematografiche di entrambe le opere, affidati invece a divi di maggior richiamo. Per il ruolo del cinico ma sensibile generale Dennis, la MGM gli preferì Clark Gable in Suprema decisione (1948), mentre la Paramount affidò il ruolo dell'alcolizzato attore Frank Elgin a Bing Crosby, che lo interpretò in La ragazza di campagna (1954), con Grace Kelly e William Holden.
Precocemente incanutito, nel suo ultimo decennio di carriera Kelly passò a diede ancora buone interpretazioni in ruoli di "duro", come nei western La maschera di fango (1952) e Il dominatore del Texas (1953), e nei drammi Prigionieri della città deserta (1953) e Prigionieri del cielo (1954). Per ironia della sorte, che due decenni prima lo aveva visto detenuto nella realtà, l'attore ebbe la possibilità di interpretare Clinton T. Duffy, direttore di quello stesso carcere di San Quintino nel quale aveva scontato venticinque mesi di pena, impersonandolo nel film Duffy of San Quentin, girato nel 1954.

## Vita privata
Dopo la condanna e la detenzione per la tragica morte di Ray Raymond, e il rilascio per buona condotta, Paul Kelly e Dorothy Mackaye si sposarono nel 1931. La Mackaye riscosse un discreto successo come autrice della commedia Women in Prison, basata sulla sua esperienza in carcere, e trasposta nel 1933 per il grande schermo con il titolo Ladies They Talk About, con l'interpretazione di Barbara Stanwyck. Il matrimonio con Kelly si concluse tragicamente il 5 gennaio 1940: mentre stava rientrando al "Kelly-Mac Ranch'", la villa che la coppia possedeva nella San Fernando Valley, Dorothy Mackaye perse il controllo dell'automobile che stava guidando e nell'incidente morì sul colpo, all'età di trentasette anni.
Paul Kelly si risposò l'anno seguente con Mardelle Zwicker, alla quale rimase legato fino alla morte avvenuta per attacco cardiaco il 6 novembre 1956, all'età di cinquantasette anni.

## Riconoscimenti
- Young Hollywood Hall of Fame (1908-1919)

## Filmografia

### Cinema
La filmografia è completa. Quando manca il nome del regista, questo non viene riportato nei titoli
- Jimmie's Job  – cortometraggio (1911)
- How Millie Became an Actress  – cortometraggio (1911)
- Daddy's Boy and Mammy  – cortometraggio (1911)
- La saggezza del capitano Barnacle (Captain Barnacle, Diplomat), regia di Van Dyke Brooke  – cortometraggio (1911)
- Burnt Cork  – cortometraggio (1912)
- A Juvenile Love Affair, regia di Charles Kent  – cortometraggio (1912)
- Captain Barnacle's Waif, regia di Van Dyke Brooke  – cortometraggio (1912)
- An Expensive Shine – cortometraggio (1912)
- Billy's Pipe Dream  – cortometraggio (presenza non confermata) (1912)
- Billy's Burglar, regia di Van Dyke Brooke  – cortometraggio (1912)
- The Mouse and the Lion, regia di Van Dyke Brooke  – cortometraggio (1913)
- Dick, the Dead Shot, regia di Van Dyke Brooke  – cortometraggio (1913)
- Counsellor Bobby, regia di Laurence Trimble  – cortometraggio (1913)
- Cutey Tries Reporting, regia di Bert Angeles  – cortometraggio (1913)
- The Lion's Bride, regia di Frederick A. Thomson  – cortometraggio (1913)
- Roughing the Cub, regia di Bert Angeles – cortometraggio (1913)
- The Fortune Hunters of Hicksville, regia di Robert Thornby  – cortometraggio (1913)
- Father and Son: or, The Curse of the Golden Land, regia di Frederick A. Thomson – cortometraggio (presenza non confermata) (1913)
- The Feudists, regia di Wilfrid North  – cortometraggio (1913)
- When Glasses Are Not Glasses, regia di Van Dyke Brooke – cortometraggio (1913)
- The Price of Thoughtlessness, regia di Ned Finley – cortometraggio (1913)
- Heartease, regia di L. Rogers Lytton e James Young – cortometraggio (1913)
- A Good Little Devil, regia di Edwin S. Porter e (non accreditato) J. Searle Dawley (1914) - non accreditato
- The Spirit and the Clay, regia di Harry Lambart – cortometraggio (1914)
- Buddy's First Call, regia di Tefft Johnson – cortometraggio (1914)
- The Gang, regia di Ned Finley – cortometraggio (1914)
- Lillian's Dilemma, regia di Wilfrid North – cortometraggio (1914)
- Buddy's Downfall, regia di Tefft Johnson – cortometraggio (1914)
- The Locked House, regia di George D. Baker – cortometraggio (1914)
- Polishing Up, regia di George D. Baker – cortometraggio (1914)
- A Horseshoe for Luck, regia di Sidney Drew – cortometraggio (1914)
- Kill or Cure, regia di Harry Lambart – cortometraggio (1914)
- The Jarr Family Discovers Harlem, regia di Harry Davenport (1915) - primo cortometraggio del serial cinematografico The Jarr Family
- Mr. Jarr Brings Home a Turkey, regia di Harry Davenport (1915) - secondo cortometraggio del serial cinematografico The Jarr Family
- Mr. Jarr and the Lady Reformer, regia di Harry Davenport (1915) - terzo cortometraggio del serial cinematografico The Jarr Family
- Mr. Jarr Takes a Night Off, regia di Harry Davenport (1915) - quarto cortometraggio del serial cinematografico The Jarr Family
- Mr. Jarr's Magnetic Friend, regia di Harry Davenport (1915) - quinto cortometraggio del serial cinematografico The Jarr Family
- The Closing of the Circuit, regia di Harry Davenport – cortometraggio (1915)
- The Jarrs Visit Arcadia, regia di Harry Davenport (1915) - sesto cortometraggio del serial cinematografico The Jarr Family
- Mr. Jarr and the Dachshund, regia di Harry Davenport (1915) - settimo cortometraggio del serial cinematografico The Jarr Family
- Mr. Jarr Visits His Home Town, regia di Harry Davenport (1915) - ottavo cortometraggio del serial cinematografico The Jarr Family
- The Esterbrook Case – cortometraggio (1915)
- Mrs. Jarr's Auction Bridge, regia di Harry Davenport (1915) - nono cortometraggio del serial cinematografico The Jarr Family
- Mrs. Jarr and the Beauty Treatment, regia di Harry Davenport (1915) - decimo cortometraggio del serial cinematografico The Jarr Family
- Mr. Jarr and the Ladies' Cup, regia di Harry Davenport (1915) - undicesimo cortometraggio del serial cinematografico The Jarr Family
- Mr. Jarr and Love's Young Dream, regia di Harry Davenport (1915) - dodicesimo cortometraggio del serial cinematografico The Jarr Family
- Mr. Jarr and the Captive Maiden, regia di Harry Davenport (1915) - tredicesimo cortometraggio del serial cinematografico The Jarr Family
- Mr. Jarr and Gertrude's Beaux, regia di Harry Davenport (1915) - quattordicesimo cortometraggio del serial cinematografico The Jarr Family
- Mr. Jarr's Big Vacation, regia di Harry Davenport (1915) - quindicesimo cortometraggio del serial cinematografico The Jarr Family
- Mr. Jarr and Circumstantial Evidence, regia di Harry Davenport (1915) - sedicesimo cortometraggio del serial cinematografico The Jarr Family
- Mr. Jarr and the Visiting Firemen, regia di Harry Davenport (1915) - diciassettesimo cortometraggio del serial cinematografico The Jarr Family
- Mrs. Jarr and the Society Circus, regia di Harry Davenport (1915) - diciottesimo e ultimo cortometraggio del serial cinematografico The Jarr Family
- The Shabbies, regia di Wilfrid North – cortometraggio (1915)
- A Family Picnic, regia di Edmond F. Stratton – cortometraggio (1915)
- Myrtle the Manicurist, regia di Harry Davenport – cortometraggio (1916)
- The Doctor of the Afternoon Arm, regia di Robert F. Hill – cortometraggio (1916)
- Claudia, regia di Robert F. Hill – cortometraggio (1916)
- The Star Spangled Banner, regia di Edward H. Griffith – cortometraggio (1917)
- Knights of the Square Table, regia di Alan Crosland – cortometraggio (1917)
- Fit to Win, regia di Edward H. Griffith e Lewis Milestone (1919)
- Fata di bambole (Anne of Green Gables), regia di William Desmond Taylor (1919)
- Uncle Sam of Freedom Ridge, regia di George Beranger (1920)
- The Great Adventure, regia di Kenneth S. Webb (1921)
- The Old Oaken Bucket, regia di May Tully (1921)
- The New Klondike, regia di Lewis Milestone (1926)
- Slide, Kelly, Slide, regia di Edward Sedgwick (1927)
- Il postino (Special Delivery), regia di Roscoe Arbuckle (1927) - scene eliminate
- The Poor Nut, regia di Richard Wallace (1927) - non accreditato
- The Girl From Calgary, regia di Phil Whitman (1932)
- Broadway Through a Keyhole, regia di Lowell Sherman (1933)
- School for Girls, regia di William Nigh (1934)
- The Love Captive, regia di Max Marcin (1934)
- Blind Date, regia di Roy William Neill (1934)
- Side Street, regia di Alfred E. Green (1934)
- Death on the Diamond, regia di Edward Sedgwick (1934)
- The President Vanishes, regia di William A. Wellman (1934)
- La valle della sete (When a Man's a Man), regia di Edward F. Cline (1935)
- La maschera di mezzanotte (Star of Midnight), regia di Stephen Roberts (1935)
- Missione eroica (Public Hero N. 1), regia di J. Walter Ruben (1935)
- Speed Devils, regia di Joseph Henabery (1935)
- Silk Hat Kid, regia di H. Bruce Humberstone (1935)
- It's a Great Life, regia di Edward F. Cline (1935)
- My Marriage, regia di George Archainbaud (1936)
- Here Comes Trouble, regia di Lewis Seiler (1936)
- Song and Dance Man, regia di Allan Dwan (1936)
- Confini selvaggi (The Country Beyond), regia di Eugene Forde (1936)
- Women Are Trouble, regia di Errol Taggart (1936)
- Murder With Pictures, regia di Charles Barton (1936)
- The Accusing Finger, regia di James Hogan (1936)
- Join the Marines, regia di Ralph Staub (1937)
- Parole Racket, regia di Charles C. Coleman (1937)
- It Happened Out West, regia di Howard Bretherton (1937)
- The Frame-Up, regia di D. Ross Lederman (1937)
- Una regina tra due cuori (Fit for a King), regia di Edward Sedgwick (1937)
- La vita a vent'anni (Navy Blue and Gold), regia di Sam Wood (1937)
- Island in the Sky, regia di Herbert I. Leeds (1938)
- Torchy Blane in Panama, regia di William Clemens (1938)
- The Nurse from Brooklyn, regia di S. Sylvan Simon (1938)
- Il convegno dei cinque (The Devil's Party), regia di Ray McCarey (1938)
- The Missing Guest, regia di John Rawlins (1938)
- Juvenile Court, regia di D. Ross Lederman (1938)
- Adventure in Sahara, regia di D. Ross Lederman (1938)
- Within the Law, regia di Gustav Machatý (1939)
- The Flying Irishman, regia di Leigh Jason (1939)
- Forged Passport, regia di John H. Auer (1939)
- 6,000 Enemies, regia di George B. Seitz (1939)
- I ruggenti anni Venti (The Roaring Twenties), regia di Raoul Walsh (1939)
- Strisce invisibili (Invisible Stripes), regia di Lloyd Bacon (1939)
- Queen of the Mob, regia di James P. Hogan (1940)
- Avventura nel Wyoming (Wyoming), regia di Richard Thorpe (1940)
- Quelli della Virginia (The Howards of Virginia), regia di Frank Lloyd (1940)
- Girls Under 21, regia di Max Nosseck (1940)
- Ritorna se mi ami (Flight Command), regia di Frank Borzage (1940)
- Le fanciulle delle follie (Ziegfeld Girl), regia di Robert Z. Leonard e Busby Berkeley (1941)
- I'll Wait for You, regia di Robert B. Sinclair (1941)
- Parachute Battalion, regia di Leslie Goodwins (1941)
- Mystery Ship, regia di Lew Landers (1941)
- Mr. and Mrs. North, regia di Robert B. Sinclair (1942)
- Call Out the Marines, regia di William Hamilton e Frank Ryan (1942)
- Not a Ladies' Man, regia di Lew Landers (1942)
- Tarzan a New York (Tarzan's New York Adventure), regia di Richard Thorpe (1942)
- Tough As They Come, regia di William Nigh (1942)
- The Secret Code, regia di Spencer Gordon Bennett (1942)
- I falchi di Rangoon (Flying Tigers), regia di David Miller (1942)
- Man From Music Mountain, regia di Joseph Kane (1943)
- La storia del dottor Wassell (The Story of Dr. Wassell), regia di Cecil B. DeMille (1944)
- Dead Man's Eyes, regia di Reginald Le Borg (1944)
- Faces in the Fog, regia di John English (1944)
- Grissly's Millions, regia di John English (1945)
- China's Little Devils, regia di Monta Bell (1945)
- L'avventuriera di San Francisco (Allotment Wives), regia di William Nigh (1945)
- Duello a S. Antonio (San Antonio), regia di David Butler e, non accreditati, Robert Florey e Raoul Walsh (1945)
- The Glass Alibi, regia di W. Lee Wilder (1946)
- The Cat Creeps, regia di Erle C. Kenton (1946)
- Deadline for Murder, regia di James Tinling (1946)
- Strange Journey, regia di James Tinling (1946)
- Angoscia nella notte (Fear in the Night), regia di Maxwell Shane (1947)
- Spoilers of the North, regia di Richard Sale (1947)
- Odio implacabile (Crossfire), regia di Edward Dmytryk (1947)
- La figlia del pirata (Adventure Island), regia di Sam Newfield (1947)
- Il romanzo di Thelma Jordon (The File on Thelma Jordon), regia di Robert Siodmak (1950)
- Colpevole di tradimento (Guilty of Treason), regia di Felix E. Feist (1950)
- Nozze infrante (The Secret Fury), regia di Mel Ferrer (1950)
- La via della morte (Side Street), regia di Anthony Mann (1950)
- Yvonne la francesina (Frenchie), regia di Louis King (1950)
- L'oro delle montagne (The Painted Hills), regia di Harold F. Kress (1951)
- La maschera di fango (Springfield Rifle), regia di André De Toth (1952)
- Il dominatore del Texas (Gunsmoke), regia di Nathan Juran (1953)
- Prigionieri della città deserta (Split Second), regia di Dick Powell (1953)
- Duffy of San Quentin, regia di Walter Doniger (1954)
- Prigionieri del cielo (The High and the Mighty), regia di William A. Wellman (1954)
- Bolide rosso (Johnny Dark), regia di George Sherman (1954)
- The Steel Cage, regia di Walter Doniger (1954)
- Atomic Energy as a Force for Good, regia di Robert Stevenson (1955)
- La giungla del quadrato (The Square Jungle), regia di Jerry Hopper (1955)
- Al centro dell'uragano (Storm Center), regia di Daniel Taradash (1956)
- Curfew Breakers, regia di Alexander J. Wells (1957)
- Uomini catapulta (Bailout at 43,000), regia di Francis D. Lyon (1957)

### Televisione
- The Married Look, regia di Franklin J. Schaffner (22 settembre 1950) - episodio della serie televisiva The Ford Theatre Hour
- Melville Goodwin, U.S.A. (27 febbraio 1952) - episodio della serie televisiva Pulitzer Prize Playhouse
- Street Scene, regia di Alex Segal (2 aprile 1952) - episodio della serie televisiva Celanese Theatre
- Precint (29 settembre 1952) - episodio della serie televisiva Robert Montgomery Presents
- The Black Mate, regia di Roy Kellino (18 giugno 1954) - episodio della serie televisiva Schlitz Playhouse
- The Whistler – serie TV, episodio 1x01 (1954)
- His Father's Keeper, regia di Frank Wisbar (7 dicembre 1954) - episodio della serie televisiva Fireside Theatre
- Underground, regia di Charles Bennett (21 gennaio 1955) - episodio della serie televisiva Schlitz Playhouse
- Marked for Death, regia di Frank Wisbar (22 febbraio 1955) - episodio della serie televisiva Fireside Theatre
- How to Raise a Boy, regia di Lewis R. Foster (26 aprile 1955) - episodio della serie televisiva Cavalcade of America
- Jury of One, regia di Christian Nyby (19 agosto 1955) - episodio della serie televisiva Schlitz Playhouse
- Crossroads – serie TV, episodi 1x01-1x27 (1955-1956)
- Instant of Truth, regia di Ralph Nelson (8 aprile 1956) - episodio della serie televisiva Front Row Center

## Teatro
- The Confession (Bijou Theatre, Broadway, 1911) - 56 rappresentazioni
- Little Women (Park Theatre, Broadway, 1916-17) - 24 rappresentazioni
- Seventeen (Booth Theatre, Broadway, 1918) - 225 rappresentazioni
- Penrod (Globe Theatre, Broadway, 1918; Punch and Judy Theatre, Broadway, 1918) - 48 rappresentazioni
- Honors Are Even (Times Square Theatre, Broadway, 1921) - 70 rappresentazioni
- Up the Ladder (Playhouse Theatre, Broadway, 1922) - 117 rappresentazioni
- Whispering Wires (49th Street Theatre, Broadway, 1922-23) - 352 rappresentazioni
- Chains (Playhouse Theatre, Broadway, 1923-24) - 125 rappresentazioni
- The Lady Killer (Morosco Theatre, Broadway, 1924) - 13 rappresentazioni
- Nerves (Comedy Theatre, Broadway, 1924) - 16 rappresentazioni
- Houses of Sand  (Hudson Theatre, Broadway, 1925) - 31 rappresentazioni
- The Sea Woman (Little Theatre, Broadway, 1925) - 32 rappresentazioni
- Find Daddy (Ritz Theatre, Broadway, 1931) - 16 rappresentazioni
- Nine-Fifteen Revue (George M. Cohan's Theatre, Broadway, 1930) - 7 rappresentazioni
- Bad Girl (Hudson Theatre, Broadway, 1930) - 85 rappresentazioni
- Hobo (Morosco Theatre, Broadway, 1931) - 5 rappresentazioni
- Just to Remind You (Broadhurst Theatre, Broadway, 1931) - 16 rappresentazioni
- Adam Had Two Sons (Alvin Theatre, Broadway, 1932) - 5 rappresentazioni
- The Great Magoo (Selwyn Theatre, Broadway, 1932) - 11 rappresentazioni
- Beggars Are Coming to Town (Coronet Theatre, Broadway, 1945) - 25 rappresentazioni
- Command Decision (Fulton Theatre, Broadway, 1947-48) - 409 rappresentazioni
- The Country Girl (Lyceum Theatre, Broadway, 1950-51) - 235 rappresentazioni

## Doppiatori italiani
Nelle versioni in italiano dei suoi film, Paul Kelly è stato doppiato da:
- Lauro Gazzolo in Quelli della Virginia, Il romanzo di Thelma Jordon, Il dominatore del Texas, Bolide rosso, La giungla del quadrato
- Bruno Persa in Odio implacabile, Al centro dell'uragano
- Adolfo Geri in I falchi di Rangoon
- Gualtiero De Angelis in La storia del dottor Wassell
- Emilio Cigoli in Duello a S. Antonio
- Giulio Panicali in La maschera di fango
- Pino Colizzi in La maschera di mezzanotte (ridoppiaggio)[10]
- Luciano De Ambrosis ne I ruggenti anni venti (doppiaggio tardivo)
- Sergio Rossi in La via della morte (ridoppiaggio)[11]